# Folarin Campbell
Pour les articles homonymes, voir Campbell.
Folarin Campbell, né le 27 février 1986, à Lanham, au Maryland, est un joueur américano-nigérian de basket-ball. Il évolue au poste d'arrière.

## Palmarès
- Ligue baltique 2013